# 地平社
株式会社地平社（ちへいしゃ、英: Chiheisha Co.,Ltd.）は、日本の出版社。

## 概要
社名は、「地」球と「平」和を考える出版社を目指すことから。
岩波書店の雑誌『世界』の編集長を務めていた熊谷伸一郎が2023年7月に同社を退職し、2024年1月16日に創業。熊谷は創業の理由について毎日新聞の取材に「雑誌の編集から印刷、読者の手に渡るまで全てを自分で経験したかったから」、そして「危機的な状況にある政治や社会の状況にまともに向き合う言論をもっと流通させたい。その『器』を増やしたい」と答えている。
2024年4月末には神田神保町で創業記念パーティーを開き、大学教員や作家、ジャーナリスト、市民団体の代表など120人ほどが出席した。また、同月27日には「メディア・地域・市民」と題したシンポジウムを開いており、杉並区長の岸本聡子や琉球新報記者の南彰が登壇している。

## 月刊『地平』
創業から半年の2024年6月に創刊された月刊論壇誌で、創刊号（7月号）は重版3刷1万8千部を記録した。創刊後間もない時点では定期購読者数約1千人で、そのうちの4割ほどを女性が占めており、40代以下の若い読者も多いとしている。紙版や電子書籍のほか、有料購読で過去の記事も閲覧できるウェブ版も提供されている。
創刊時点での編集スタッフは、『news23』の元ディレクターである工藤剛史や大手出版社出身者などの4名。
熊谷は、日本国外では気候変動や経済的不平等に声を上げる「ジェネレーション・レフト」と呼ばれる世代が活発に活動しており、そうした運動を支える論壇誌『ジャコバン』が誕生していることなどを挙げて、そうした動きが日本にも広がるとの判断から「言論の裾野を広げていく」ために創刊したとしている。ただし、「日本ではものが言いづらく閉塞感がある」ともしており、創刊号の特集「コトバの復興」ではそうした背景として「過激中道」の概念を紹介する酒井隆史の論考を掲載している。また、創刊直後のシンポジウムで熊谷は「雑誌のない思想・社会運動はない。思想をつくり、思想が社会を動かす挑戦を始めていく」とも述べている。
岩波の『世界』との関係性について熊谷は、「週刊文春と週刊新潮のように2誌あると切磋琢磨もできる」としている。